# Krystian Banach
Krystian Tomasz Banach (ur. 6 maja 1989 w Mrągowie, zm. 21 grudnia 2011 w Ghazni w Afganistanie) – polski żołnierz, szeregowy Wojska Polskiego, poległ podczas wykonywania zadania bojowego w czasie X zmiany Polskich Sił Zadaniowych ISAF w Afganistanie, pośmiertnie awansowany na stopień sierżanta.

## Życiorys
Krystian Banach urodził 6 maja 1989 r. w Mrągowie. Pochodził z wielodzietnej rodziny, miał czterech braci i pięć sióstr. Był absolwentem szkoły w Pieckach i mieszkańcem Lipowa.

### Przebieg służby wojskowej
W 2008 r. rozpoczął służbę wojskową w 20 Brygadzie Zmechanizowanej na stanowisku kierowcy i motocyklisty. W 2011 r. pełnił służbę w X zmianie misji w Polskim Kontyngencie Wojskowym w Afganistanie, gdzie był kierowcą w Zespole Odbudowy Prowincji (PRT). Zadaniem jego była ochrona specjalistów zajmujących się budową infrastruktury i pomocą lokalnej ludności.

### Śmierć, pochówek
21 grudnia 2011 w godzinach porannych w północnej części prowincji Ghazni doszło do ataku na polski patrol, w którym uczestniczył jako kierowca pojazdu MRAP. W wyniku ataku, który nastąpił pod czwartym pojazdem w konwoju, liczącym sześć pojazdów, poległo pięciu żołnierzy, w tym szeregowy Krystian Banach. Polegli żołnierze ochraniali specjalistów z zespołu odbudowy prowincji (PRT). W konwoju było 20 żołnierzy polskich, sześciu żołnierzy amerykańskich oraz po dwóch pracowników cywilnych wojska z Polski i USA. W trakcie powrotu z Mauzoleum Abdur Razzaq (w tym mieście doglądali budowy parku dla mieszkańców), gdy patrol zbliżał się do głównej drogi łączącej Kabul z Kandaharem i gdy konwój wjechał na teren zabudowany pod pojazdem MRAP (Mine Resistant Ambush Protected) typu M-ATV eksplodował silny improwizowany ładunek wybuchowy. Na miejsce zdarzenia natychmiast wezwano śmigłowce ewakuacji medycznej (MEDEVAC). Do wsparcia patrolu skierowany został również inny patrol wykonujący zadania w południowej części prowincji Ghazni. Była to jego pierwsza misja jako najmłodszego polskiego żołnierza, który zginął w Afganistanie. 24 grudnia 2011 w miejscowości Piecki koło Mrągowa odbyły się uroczystości pogrzebowe sierżanta Krystiana Banacha. Uroczystości pogrzebowe rozpoczęła msza święta, odprawiona w kościele parafialnym pw. Matki Boskiej Różańcowej w Pieckach w której uczestniczył sekretarz stanu w MON Czesław Mroczek, płk Waldemar Kozicki, przedstawiciel 20 BZ ppłk Andrzej Bandzul, przedstawiciel Prezydenta RP, dowódcy, szefowie i komendanci innych jednostek i instytucji wojskowych, przedstawiciele służb mundurowych, Orkiestra Wojskowa Garnizonu Giżycko, kompania honorowa oraz asysta wojskowa z 15 Brygady Zmechanizowanej. Nad grobem odczytano list od prezydenta RP Bronisława Komorowskiego, adresowany do rodziców poległego. Został pośmiertnie awansowany do stopnia sierżanta, odznaczony Krzyżem Kawalerskim Orderu Krzyża Wojskowego oraz Gwiazdą Afganistanu.  Miał 22 lata, był kawalerem.  

## Awanse
- sierżant – 2011 (pośmiertnie)[5]

## Ordery, odznaczenia i wyróżnienia
- Krzyż Kawalerski Orderu Krzyża Wojskowego – 2011 (pośmiertnie)[1][5]
- Gwiazda Afganistanu – 2011 (pośmiertnie)[5]
- wyróżniony Wpisem do Księgi Honorowej Wojska Polskiego – 2011 (pośmiertnie)[5]